# Glyptothrips reticulatus
Glyptothrips reticulatus är en insektsart som beskrevs av Watson 1934. Glyptothrips reticulatus ingår i släktet Glyptothrips och familjen rörtripsar. Inga underarter finns listade i Catalogue of Life.